# Laonome triangularis
Laonome triangularis är en ringmaskart som beskrevs av Anne D. Hutchings och Murray 1984. Laonome triangularis ingår i släktet Laonome och familjen Sabellidae. Inga underarter finns listade i Catalogue of Life.